# 三鶯二橋
三鶯二橋是台灣的一座公路橋樑，跨越大漢溪、連接新北市樹林區與鶯歌區。雖出口坐落於樹林區境內，但為三峽區主要聯外道路，故命名為三鶯二橋。2013年12月開工興建，2017年9月21日下午3時通車。
為改善三峽區市道110號以及三鶯大橋交通壅塞之情況，因而有興建此一橋樑的民意出現。工程設計從台北大學特定區的學府路大義路口向北穿越國道三號後，往北與柑園街二段相交，跨越大漢溪及縱貫鐵路，以新闢橋樑在鶯歌阿四巷銜接鶯歌區中正一路（市道114號）。
全線長約1,438公尺，其中橋梁段長約571公尺，道路寬度21.8至40公尺，配置雙向4至6車道。另為確保機車及自行車騎士安全，雙向均畫設機慢車道，串連自行車、人行道，提供大漢溪兩岸綠色遊憩親水動線。為避開到台鐵高壓纜線，三鶯二橋爬坡設計橋梁高達6%，180度陡降迴轉的阿四坑引道。三鶯二橋將做為接下來三鶯大橋改建時的替代橋梁。
本工程主辦機關為新北市政府新建工程處，設計監造單位為林同棪工程顧問股份有限公司，接續承包商為榮金營造工程股份有限公司。接續工程獲得行政院公共工程委員會第17屆公共工程金質獎「公共工程品質優良獎」佳作。

## 沿革
- 2007年：併入大漢溪環河快速道路辦理可行性研究。
- 2010年：由臺北縣政府工務局辦理後續規劃作業。
- 2013年12月30日：開始動工興建，預計2016年完工通車。
- 2015年：原承包商疑因財務周轉不靈倒閉，8月起陸續停工，11月17日正式解約，並於12月14日重新招標。[3]
- 2016年1月1日：新承包商榮金營造申報開工。
- 2017年9月21日：新北市政府原訂2017年10月10日通車，幾經波折之下，提前於2017年9月21日下午3時通車，被質疑因選舉角力之下而提前通車。[4][5][6]
- 2017年9月28日：樹林區選出的新北市議員陳世榮(民主進步黨籍)、洪佳君(中國國民黨籍)提議更名「樹鶯大橋」，新北市市長朱立倫回應三鶯二橋的命名可以廣徵民意後再決定。[7]

## 外部連結
- 三鶯二橋空拍（页面存档备份，存于）
- 20170921三鶯二橋通車試駕（鶯歌往三峽）（页面存档备份，存于）
- 三鶯二橋試騎（三峽往鶯歌）（页面存档备份，存于）
- 1060923三鶯二橋萬人大會師（页面存档备份，存于）
- 新北市三鶯二橋「10年來最複雜的橋梁工程」｜三立新聞網SETN.com（页面存档备份，存于）
- 1060925【中嘉新聞】三鶯二橋通車 萬人健走大會師（页面存档备份，存于）